# Злочів (станція, Львівська залізниця)
Зло́чів — проміжна залізнична станція Тернопільської дирекції Львівської залізниці на електрифікованій лінії Тернопіль — Львів між станціями Зборів (22 км) та Красне (25,5 км). Розташована у місті Золочів Золочівського району Львівської області.

## Історія
Станція відкрита 28 грудня 1870 року, одночасно із відкриттям руху на лінії Красне — Тернопіль.

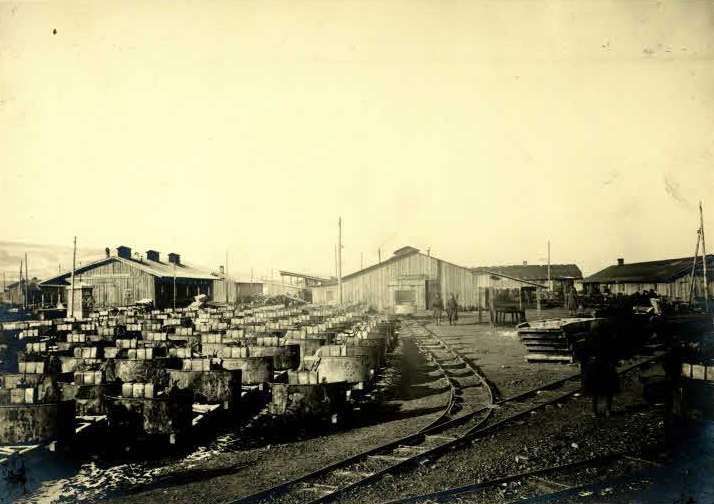
Ремонтна майстерня станції Злочів (1914—1918)

До початку 1990-х років офіційно вживалася полонізована назва — Злочів (пол. Złoczów). У системі продажу квитків вона й досі значиться по старому, через існування станції Золочів на Харківщині.
1995 року станцію Злочів електрифіковано змінним струмом (~25 кВ) в складі дільниці Красне — Золочів. 1997 року продовжено електрифікацію дільниці від станції Золочів до Тернополя. У 1999 року проведено капітальний ремонт станційних споруд.
28 липня 2016 року відбулося урочисте відкриття відреставрованої будівлі вокзалу. Ремонтні роботи виконували працівники БУ № 2 Тернопільської дирекції ДТГО «Львівська залізниця» під керівництвом Ярослава Мукана. Реставраційні роботи тривали майже три місяці, витрати склали близько 0,6 млн гривень.

## Пасажирське сполучення

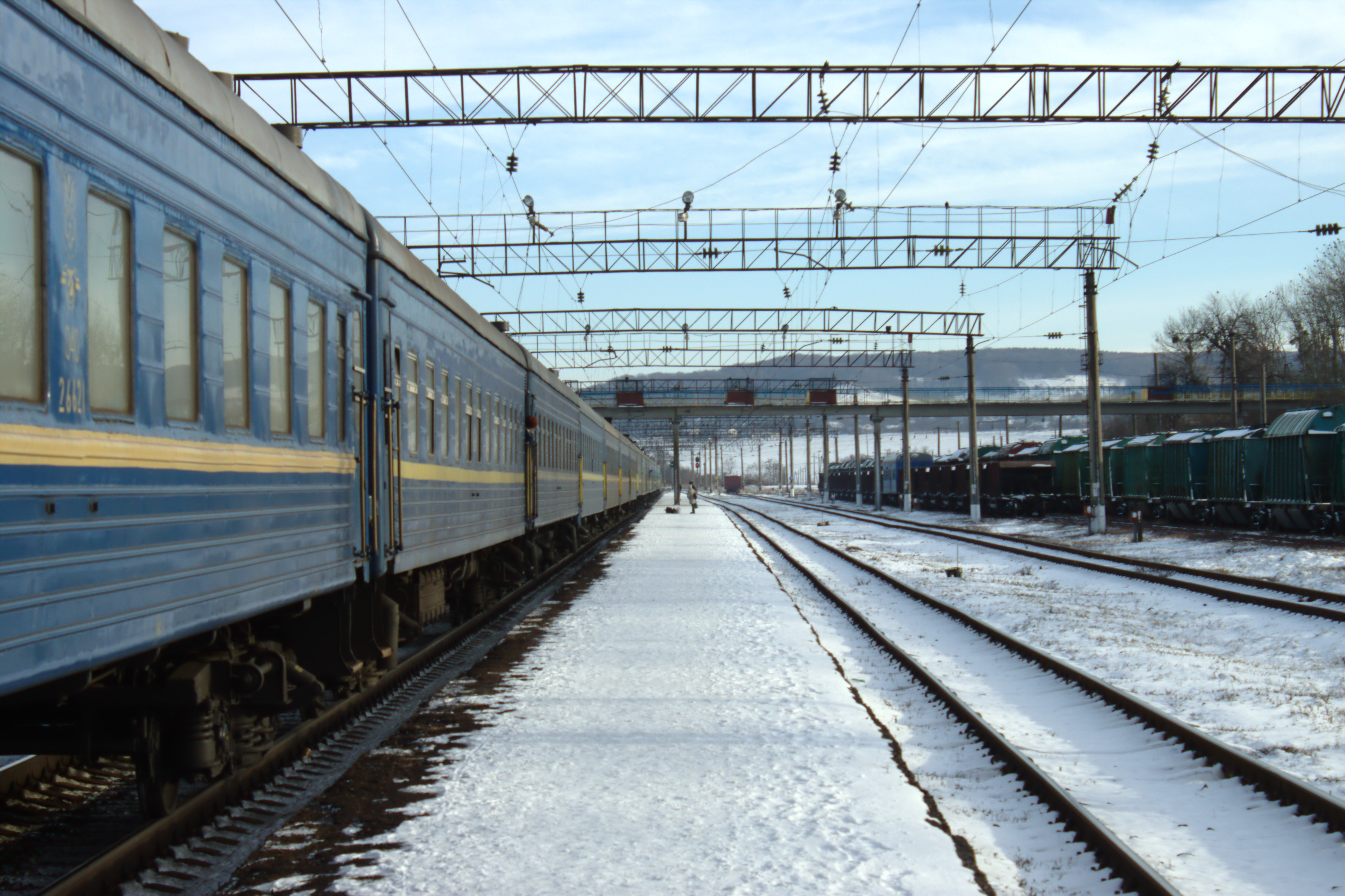
Пасажирський поїзд на станції Злочів

На станції зупиняються приміські електропоїзди до станцій Красне, Львів, Тернопіль.
Поїзди далекого сполучення прямують:
- у західному напрямку — Львова, Ужгорода, Ворохти, Рахова, Хуста, Івано-Франківська, Трускавця;
- у східному напрямку — Києва, Полтави, Харкова, Дніпра;
- у південному напрямку — Одеси, Миколаєва, Херсона, Запоріжжя[4].